# Schermer (gemeente)

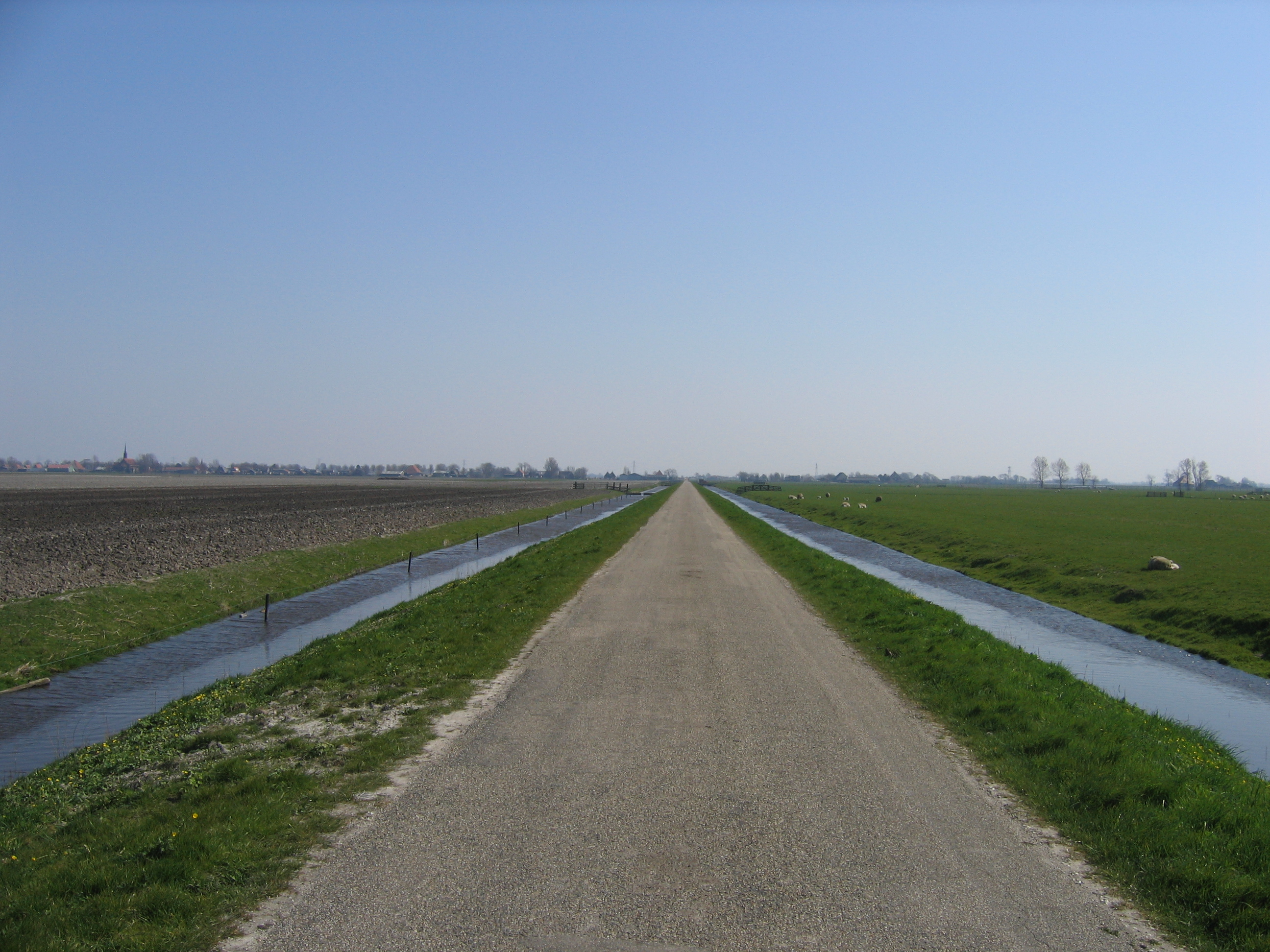
Het vlakke, weidse landschap van de Schermer.

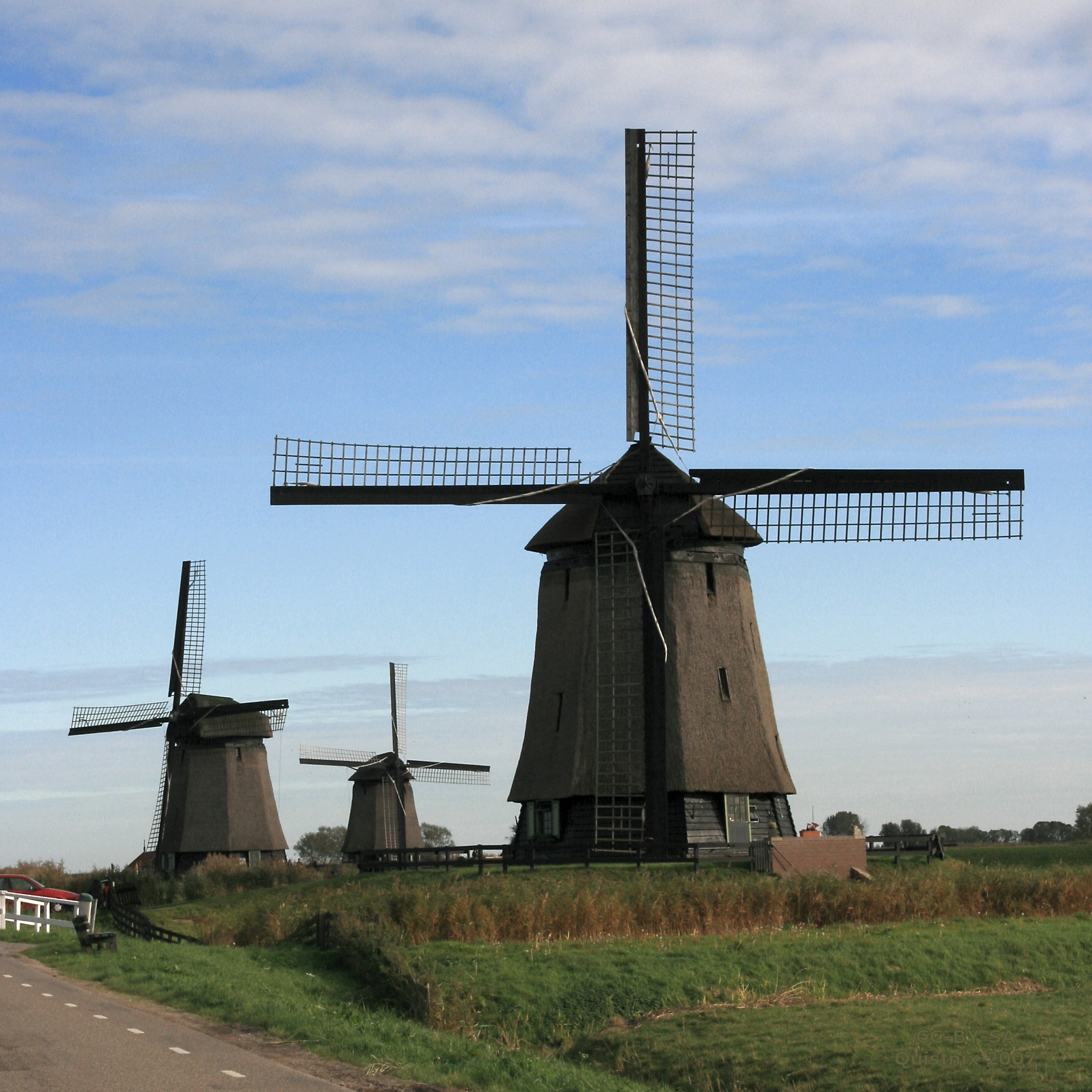
Schermermolens, nabij Schermerhorn.

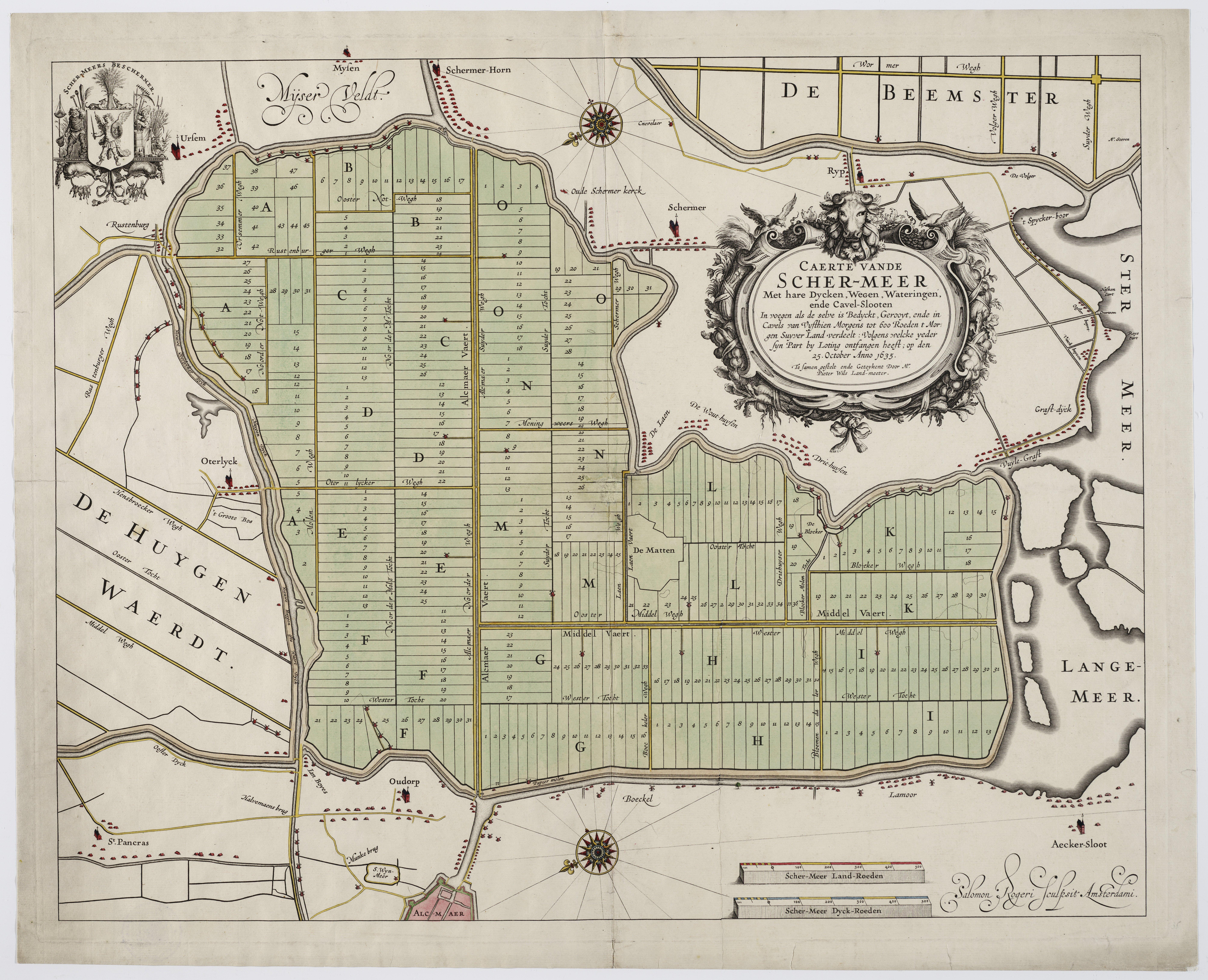
Caerte van de Scher-meer met hare dijcken, wegen, wateringen ende cavelslooten; 1635. Het noorden is links.

Schermer (uitspraakⓘ) was een gemeente in de Nederlandse provincie Noord-Holland. De gemeente telde 5507 inwoners (1 mei 2014, bron: CBS) en had een oppervlakte van 64,87 km². Geografisch gesproken omvatte de gemeente droogmakerij de Schermer, waarnaar ze genoemd is, en de polders Oterleek, de Mijzenpolder en de Eilandspolder. Alleen de dorpen Stompetoren en Zuidschermer liggen in de polder de Schermer.
Op 1 januari 2015 is de gemeente samen met Graft-De Rijp en Alkmaar opgaan in een nieuwe gemeente Alkmaar.

## Plaatsen binnen de gemeente
Dorpen:
- Driehuizen
- Grootschermer
- Oterleek
- Schermerhorn
- Stompetoren (gemeentehuis)
- Ursem (alleen polder O, de dorpskern van Ursem is gelegen in de gemeente Koggenland)
- Zuidschermer

Buurtschap
- Omval (gedeeltelijk, bij Stompetoren)

### Topografie
Topografische gemeentekaart van Schermer, per september 2014

## Aangrenzende gemeenten
| Aangrenzende gemeenten | Aangrenzende gemeenten | Aangrenzende gemeenten | Aangrenzende gemeenten | Aangrenzende gemeenten |
| ---------------------- | ---------------------- | ---------------------- | ---------------------- | ---------------------- |
|                        |                        | Heerhugowaard          |                        | Koggenland             |
|                        |                        |                        |                        |                        |
| Alkmaar                |                        |                        |                        |                        |
|                        |                        |                        |                        |                        |
| Castricum              |                        | Graft-De Rijp          |                        | Beemster               |

## Geschiedenis
Rond het jaar 800 was het gebied dat de gemeente vormde bedekt met veen, waardoor het riviertje de Schermer stroomde. Ontginning van het veen door de mens in combinatie met stormvloeden leidde ertoe dat dit riviertje in 1250 was uitgegroeid tot een binnenzee, later het Schermermeer genoemd, dat in open verbinding stond met de Zuiderzee.
Over de juiste betekenis van Schermer is men het niet zo eens. De oudste spelling is Skirmere. In het West-Fries spreekt men nog altijd van 'Skirmare', de lokale lichte uitspraak is ook Sker'mer, in beide gevallen wordt soms ook de eerste 'r' weggelaten in de uitspraak. 'Mer', 'mere' en 'mare' zijn uitspraak- en spellingsvarianten voor een meer. Volgens naamkundige Dick Blok verwijst 'skir' naar 'scir', dat helder betekent, Schermer zou dus duiden op een helder meer. Dit wordt ook ondersteund door iets latere spelling van 'Scirmere'. In het werk Nederlandse Waternamen wordt dan juist van het tegenovergestelde gesproken. Skir zou verwijzen naar 'schier'. Wat de betekenis zou geven van juist een 'grauwe' of 'vale' meer. In het werk Noordhollandse Plaatsnamen is dan weer terug te vinden dat de plaatsnaam een samenstelling is van 'scher' (ook wel schar en schaar), dat (hoge) oever betekent en meer. Iets wat ondersteund zou worden door de oude spelling 'scermere'.
Geen van allen verwijst dus naar het oudere riviertje. Meer dan waarschijnlijk had deze ook een andere benaming, al wordt niet uitgesloten dat het 'skir' of 'scer' was. Er hebben overigens meerdere riviertjes gelopen door het grotere veengebied. Het Schermermeer is een latere benaming voor het ontstane meer, ter onderscheiding van de polder. Voor het meer wordt soms ook de spelling Schermeer gebruikt. In de 17e eeuw werd door particuliere investeerders begonnen met het droogmaken van het grootste deel van het meer. (Het zuidelijke gedeelte, nu het Alkmaardermeer, werd ongemoeid gelaten.) In 1633 werd de Schermeer een "droogmakerij", en veranderde de naam naar Schermer. In 1635 viel de 47,7 km² grote polder droog, waarna het land verdeeld werd onder de initiatiefnemers.

## Fusie met Alkmaar
Vanaf 2012 werden fusiemogelijkheden met andere gemeenten onderzocht. Aanvankelijk werd hierbij gekeken naar de gemeenten Alkmaar, Koggenland en Heerhugowaard. Ook werd duidelijk dat de gemeente Schermer uiterlijk in 2015 gefuseerd wilde zijn. Na onder meer diverse overlegrondes met inwoners viel een fusie met Koggenland af. Op 21 juni 2012 besloot de gemeenteraad van Schermer tot een fusie met Alkmaar. PvdA en SchermerBelang haalden in de elfkoppige raad een krappe meerderheid van 6 stemmen tegenover de 5 stemmen tegen van het CDA en de VVD.

### Oterleek
Omdat het dorp Oterleek erg dicht bij de gemeente Heerhugowaard ligt, heeft er op 30 juni 2012 een draagvlakonderzoek plaatsgevonden in het dorp. Hierbij konden de inwoners ten noorden van de Huygendijk kiezen voor ofwel de gemeente Alkmaar ofwel de gemeente Heerhugowaard. Van de 312 stemgerechtigden inwoners stemde er 252, een opkomst van 80,8%. Een meerderheid van 65,5% koos daarbij voor de gemeente Alkmaar.

### Burgemeester
Na het overlijden van Piet Moeijes in augustus 2012 werd Floris Vletter geïnstalleerd als waarnemend burgemeester van de gemeente. Vanwege de fusie in 2015 is besloten geen burgemeester meer te installeren.

## Monumenten
Een groot deel van de voormalige gemeente is een beschermd dorpsgezicht. Verder zijn er enkele tientallen rijksmonumenten, een provinciaal monument (het gemeentehuis) en er is ook een oorlogsmonument.

## Zetelverdeling gemeenteraad
De gemeenteraad van Schermer bestond anno 2014 uit elf zetels. Hieronder staat de samenstelling van de gemeenteraad sinds 1998:
| Partij                             | 1998 | 2002 | 2006 | 2010 |
| Schermer Belang                    | 4    | 3    | 3    | 4    |
| CDA                                | 3    | 3    | 3    | 3    |
| VVD                                | 2    | 2    | 2    | 2    |
| PvdA                               | 2    | 1    | 3    | 2    |
| Schermer Groen Oprecht en Leefbaar | -    | 2    | -    | -    |
| Totaal                             | 11   | 11   | 11   | 11   |

## Woonachtig geweest in Schermer
- Nic Jonk, beeldhouwer/schilder